# Stadionul Progresul Spartac
Stadionul Progresul Spartac este un stadion de fotbal din sudul Bucureștiului, situat pe strada Intrarea Vrabiei, care aparține clubului de fotbal Progresul Spartac. Acesta are o suprafață de joc artificială modernă, instalație de nocturnă cu 200 de lucși și 1030 de locuri împărțite în trei sectoare (Tribuna 1 - 300 de locuri, Tribuna 2 - 230 de locuri, Peluză - 500 de locuri). Stadionul face parte din baza sportivă principală a Progresului Spartac, în care mai sunt incluse două terenuri de minifotbal acoperite.

## Istorie

### Sportul Muncitoresc, Betonul, Prefabricate
Terenul a început ca o bază sportivă pentru echipa de fotbal Constructorul Fevoriar București, însă în 1966 a devenit un stadion de fotbal autonom, care a deservit numeroase echipe din sudul Bucureștiului în deceniile ce au urmat. Stadionului i-au fost atribuite mai multe denumiri de-a lungul existenței sale, precum Sportul Muncitoresc și Betonul, până să rămână la numele Stadionul Prefabricate. În secolul al 21-lea, stadionul a avut doi proprietari principali: Comprest GIM (2004-2016) și Progresul Spartac (2016-prezent).

### Progresul Spartac
În 2016, omul de afaceri Gabriel Rădulescu a început să investească în clubul de fotbal Progresul Spartac, cumpărând și Stadionul Prefabricate, care a fost redenumit Stadionul Progresul Spartac. La vremea achiziționării, terenul se afla într-o stare avansată de degradare, fără să aibă facilități esențiale și cu un gazon de slabă calitate, înconjurat de moloz, pământ, și buruieni. Următorii ani au adus numeroase îmbunătățiri stadionului, de la un gazon sintetic cu fir de 60 mm și shockpad, la renovarea clădirilor, adăugarea celor două terenuri de antrenament, construirea celor trei sectoare pentru spectatori, și alte retușări cosmetice. Ultima dată, gazonul sintetic a fost înlocuit în toamna lui 2019.

## Galerie

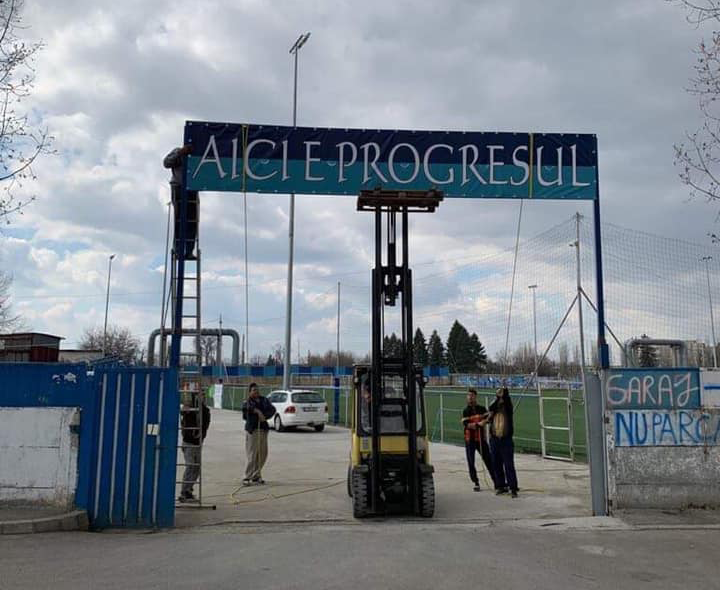
Intrarea
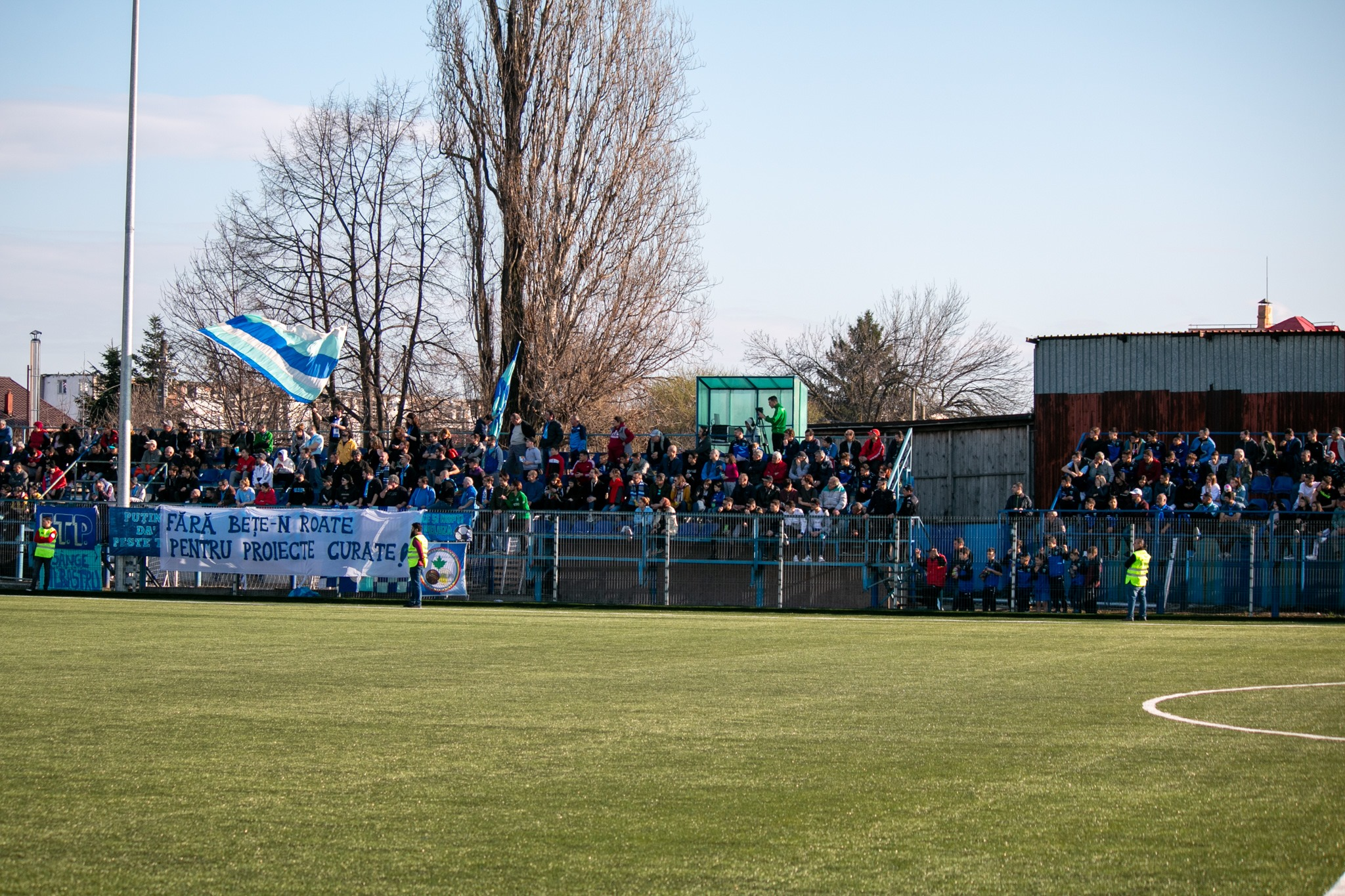
Tribuna 1
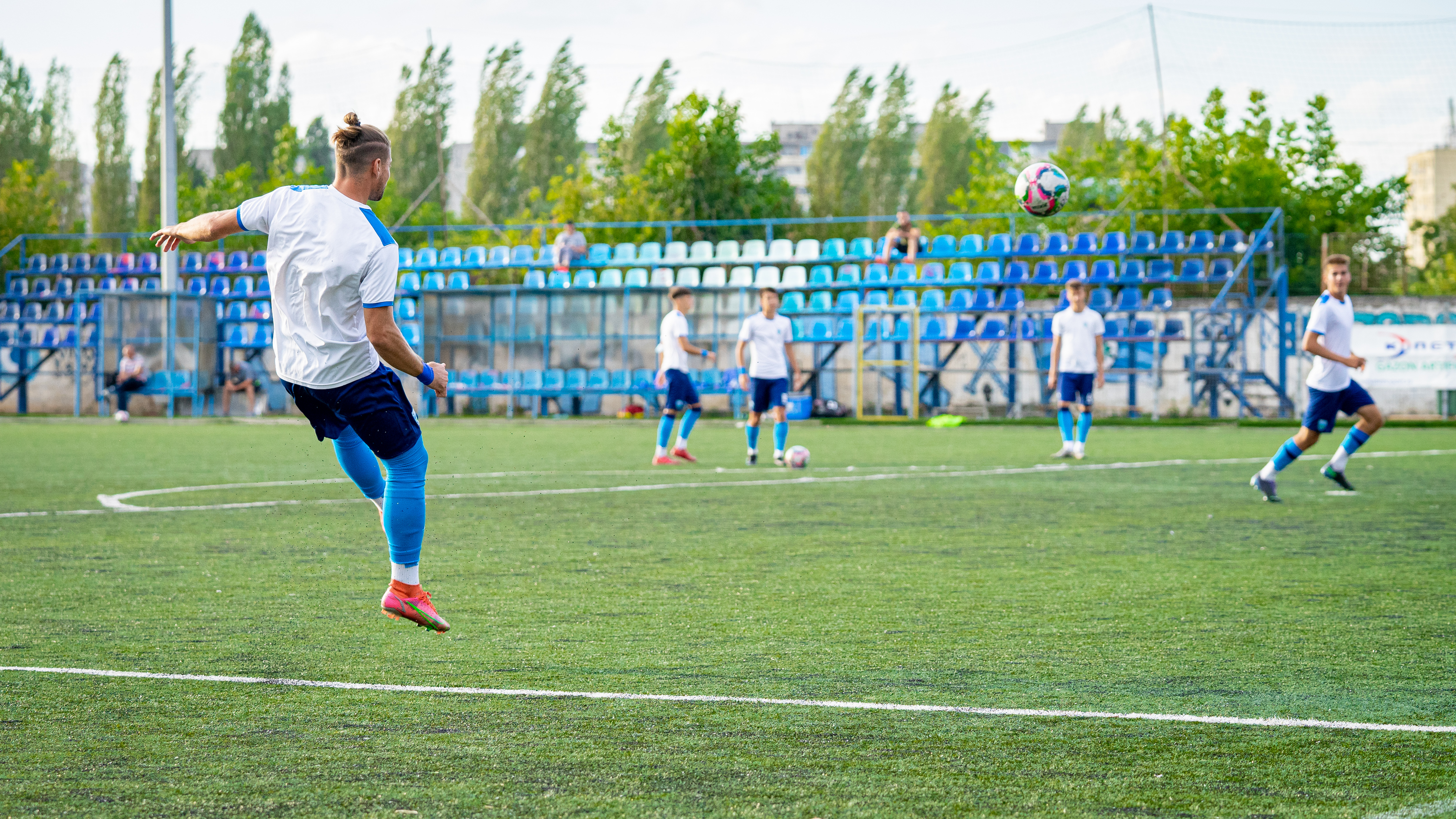
Tribuna 2
Peluza
Teren de antrenament